# It's a Beautiful Thing (album)
Albums de Keith Murray
Enigma
(1996) He's Keith Murray
(2003)
Singles
1. Incredible
Sortie : 15 septembre 1998

It's a Beautiful Thing est le troisième album studio de Keith Murray, sorti le 12 janvier 1999. C'est son dernier sur le label Jive Records.
L'album, qui est entièrement produit par l'un de ses compères du Def Squad, Erick Sermon, s'est classé 9e au Top R&B/Hip-Hop Albums et 39e au Billboard 200.

## Liste des titres
| No  | Titre                                                     | Paroles                                                                                            | Musique      | Contient un (des) sample(s) de                                          | Durée |
| --- | --------------------------------------------------------- | -------------------------------------------------------------------------------------------------- | ------------ | ----------------------------------------------------------------------- | ----- |
| 1.  | Intro                                                     | E. Sermon, R. Kawasaki                                                                             | Erick Sermon |                                                                         | 0:53  |
| 2.  | When I Rap                                                | K. Murray, E. Sermon, E. Simmons, J.T. Smith, G. Williams, C. Smith                                | Erick Sermon | 4, 3, 2, 1 de LL Cool J et Canibus featuring Method Man, Redman et DMX  | 3:21  |
| 3.  | Incredible (featuring LL Cool J)                          | K. Murray, J. Smith, E. Sermon, F. Wesley, J. Brown, C. Bobbit                                     | Erick Sermon |                                                                         | 3:03  |
| 4.  | Some Shit (featuring Canibus et Déjà Vu)                  | K. Murray, G. Williams, D. Everett, E. Sermon, E. Morricone                                        | Erick Sermon | Indagine Su Un Cittadino Al Di Sopra Di Ogni Sospetto d'Ennio Morricone | 3:14  |
| 5.  | Bodega Skit                                               | K. Murray, E. Sermon                                                                               | Erick Sermon |                                                                         | 0:40  |
| 6.  | Slap Somebody                                             | K. Murray, E. Sermon                                                                               | Erick Sermon |                                                                         | 3:57  |
| 7.  | Secret Indictment                                         | K. Murray, E. Sermon, G. Raeford                                                                   | Erick Sermon | Friends or Lovers d'Act I                                               | 3:41  |
| 8.  | Radio                                                     | K. Murray, E. Sermon, E. Debarge, W. Debarge, T. Gatling, D. Davis, A. Hall, G. Griffin, E. Jordan | Erick Sermon |                                                                         | 3:50  |
| 9.  | Intersection                                              | K. Murray, E. Sermon, J. Smith                                                                     | Erick Sermon |                                                                         | 3:35  |
| 10. | Shut the Fuck Up                                          | K. Murray, E. Sermon                                                                               | Erick Sermon |                                                                         | 2:15  |
| 11. | Interlude                                                 | K. Murray                                                                                          | Erick Sermon |                                                                         | 0:36  |
| 12. | Media                                                     | K. Murray, E. Sermon, R. Noble, H. Ousley, H. Hancock                                              | Erick Sermon | Sly d'Herbie Hancock and The Headhunters                                | 3:30  |
| 13. | Life on the Street                                        | W. Jennings, J. Sample                                                                             | Erick Sermon |                                                                         | 4:04  |
| 14. | Ride Wit Us (featuring Erick Sermon, Redman et Too $hort) | K. Murray, E. Sermon, R. Noble, T. Shaw                                                            | Erick Sermon |                                                                         | 3:51  |
| 15. | Jungle Boogie                                             | K. Murray, E. Sermon, R. Bell, D. Boyce, R. Mickens, C. Smith, D. Thomas, R. Westfield, G. Brown   | Erick Sermon |                                                                         | 0:56  |
| 16. | High as Hell                                              | K. Murray, E. Sermon, R. Jackson                                                                   | Erick Sermon | Forty Days de Billy Brooks                                              | 3:22  |
| 17. | Bad Day                                                   | K. Murray, E. Sermon, E. Isley, C. Jasper, M. Isley, O. Isley, R. Isley                            | Erick Sermon | Footsteps in the Dark des Isley Brothers                                | 3:55  |
| 18. | A Message From Keith                                      | K. Murray                                                                                          | Erick Sermon |                                                                         | 2:05  |
| 19. | My Life (featuring Déjà Vu)                               | K. Murray, D. Everett, E. Sermon, B. Holland, E. Holland, L. Dozier                                | Erick Sermon | My World Is Empty Without You de The Smith Connection                   | 3:45  |